# Арганова олія

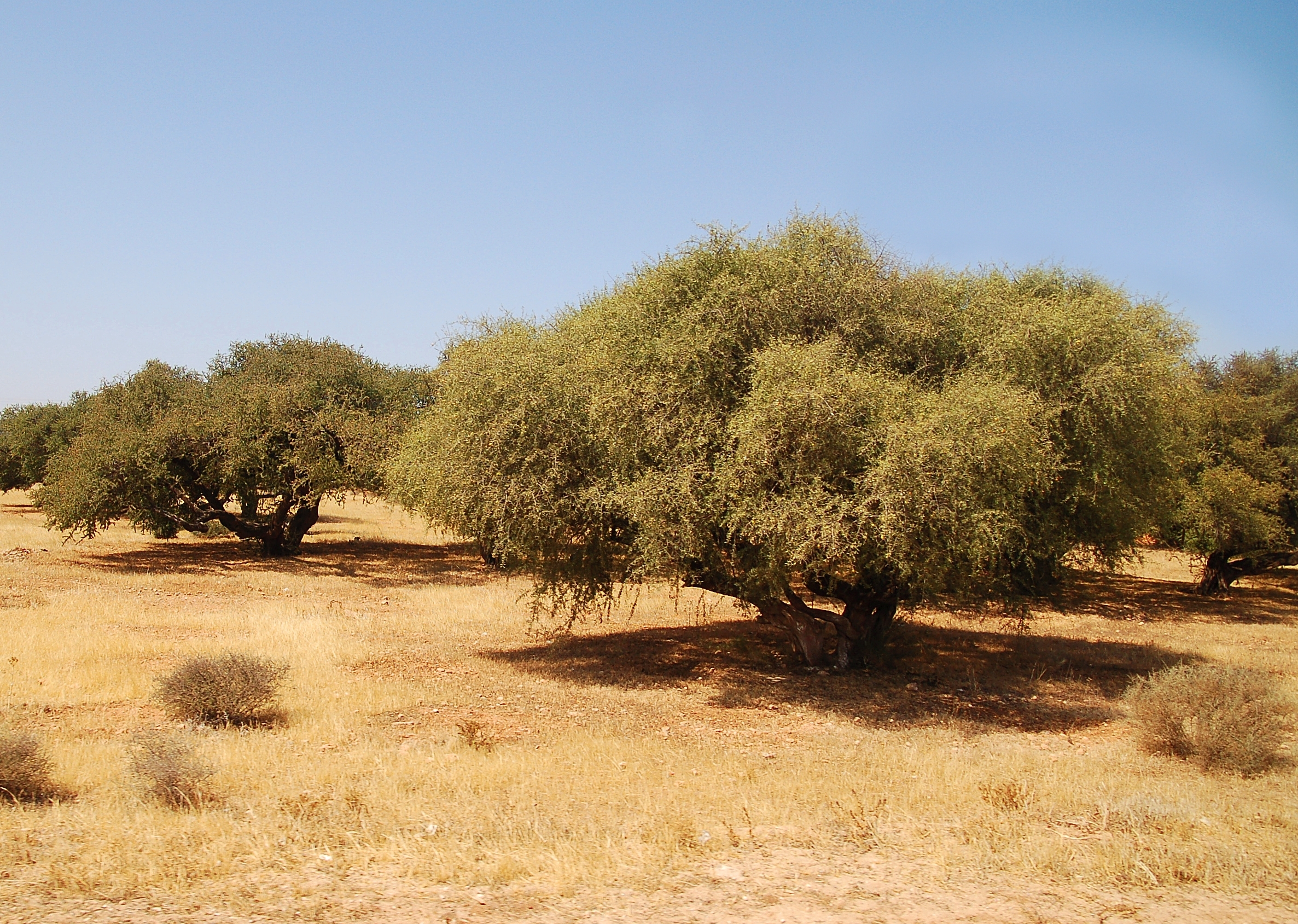
Плантація арганових дерев

Арганова олія — це олія, яка виробляється із плодів арганового дерева (Argania spinosa L.), яке є ендеміком у Марокко. У Марокко арганову олію використовують для змащування хліба на сніданок або для присмачування кускусу чи макаронів. Її також використовують для косметичних цілей.

## Отримання

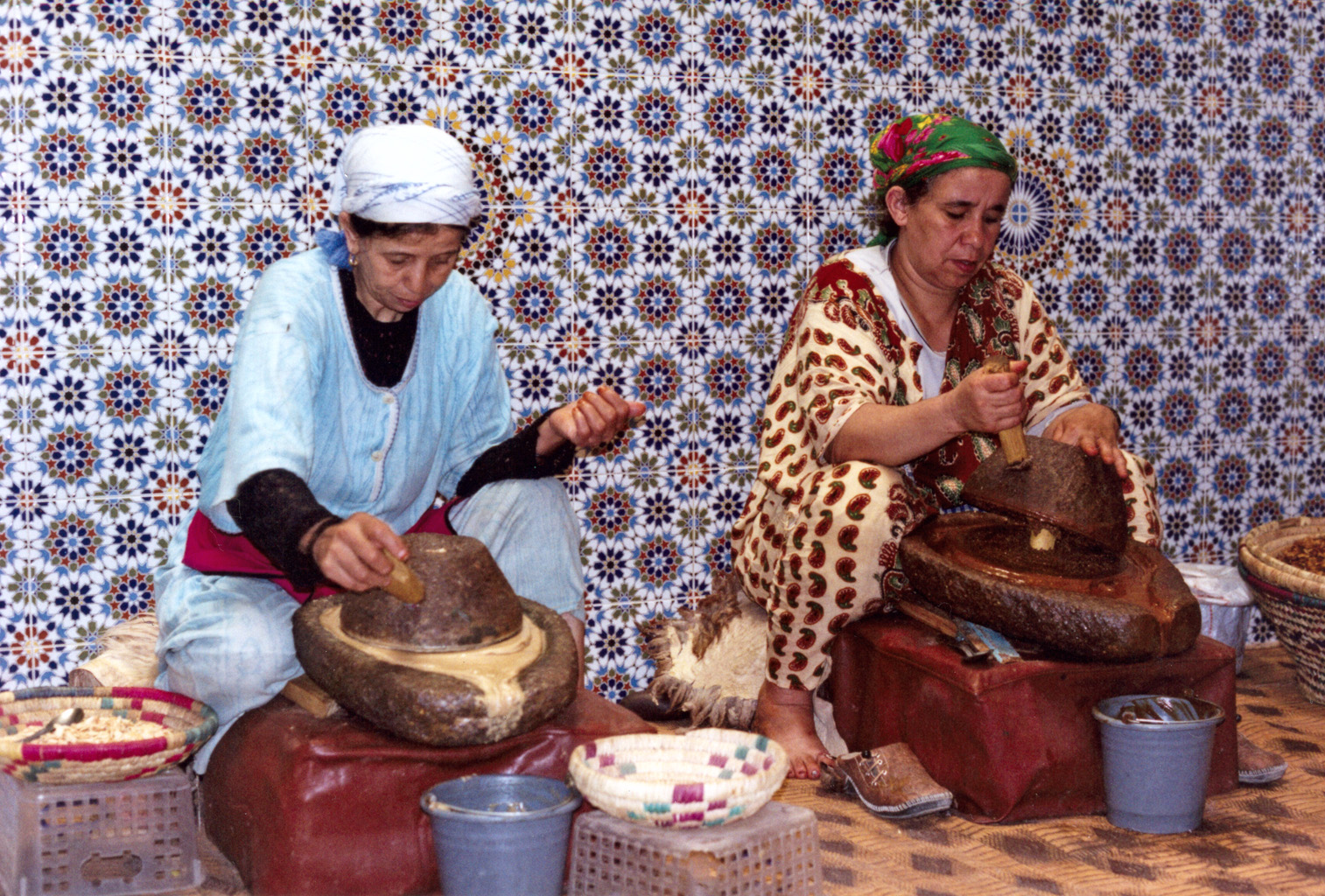
Добування арганової олії традиційним методом

Плоди арганового дерева невеликі, округлої, овальної або конічної форми. Товста шкірка покриває м'ясистий м'якуш. М'якуш оточує тверду шкаралупу горіхів, який становить близько 25% від маси свіжих фруктів.
Горіхи містять від однієї до трьох насінин, які містять олію. Вихід олії з горіхів становить від 30% до 50% від маси горіхів, в залежності від методу вирощування дерев та добування олії.
Видобуток є ключовим етапом процесу виробництва олії. Для вилучення горіхів, робітники спочатку просушують арганові плоди на відкритому повітрі, потім видаляють м'ясистий м'якуш. Деякі виробники видаляють м'якуш механічно без сушіння плодів. Зазвичай марокканці видалений м'якуш використовують як корм для тварин.
Наступний етап включає в себе лущення арганових горіхів для отримання ядер. Спроби механізувати цей процес не увінчалися успіхом, тому робітники, як і раніше, роблять це вручну, що робить добування арганової олії трудомістким процесом. Найчастіше цим займаються берберські жінки.
Робітники обережно обсмажують горіхи, щоб добути кулінарну арганову олію. Після того, як арганові горіхи охолонуть, робітники подрібнюють їх та відтискають. Із коричневої маси витискають чисту, нефільтровану арганову олію. В кінці нефільтровану олію фасують в посуд. Макуха, що залишилася, багата на протеїни і часто використовується як корм для худоби.
Косметичну арганову олію виробляють майже так само, але ядра арганових горіхів не обсмажують, щоб уникнути надмірного горіхового аромату.
Декантовану арганову олію залишають відстоюватися на два тижні, щоб тверді частки в олії осіли на дно. Залежно від необхідної чистоти арганову олію додатково фільтрують. Але навіть очищена арганова олія може містити осад.

## Властивості і використання
| Жирна кислота | Відсотковий вміст |
| ------------- | ----------------- |
| Олеїнова      | 42.8%             |
| Лінолева      | 36.8%             |
| Пальмітинова  | 12.0%             |
| Стеаринова    | 6.0%              |
| Ліноленова    | <0.5%             |

Арганова олія має відносну густину при 20 °C (68 °F) від 0,906 до 0,919.
Арганова олія містить токофероли (вітамін Е), феноли, каротини, сквалени і жирні кислоти, (80% ненасичених жирних кислот). Основні природні феноли арганової олії містять кавову кислоту, олеуропеїн, ванілінову кислоту, тирозол, пірокатехін, резорцин, (−)-епікатехін і (+)-катехін.
Залежно від методу добування, арганова олія може бути стійкішою до окислення , ніж оливкова.

### Кулінарія
Кулінарну арганову олію використовують для змочування хліба, для приготування кус-кусу, у салатах та іншого подібного використання. Алмоу - густа коричнева паста, за консистенцією схожа на арахісову пасту, отримують шляхом перемелювання смаженого мигдалю і арганової олії, іноді змішують з медом і локально використовують як пасту на хліб.
Було висловлено різні припущення, що споживання арганової олії позитивно впливає на здоров'я людини. 2010 року була опублікована дослідницька стаття, у ній показали, що в аргановій олії містяться більше γ-токоферолу, ніж в інших оліях,  який володіє сильними хіміопрофілактичними і протизапальними властивостями.

### Косметика
Марокканці традиційно використовують олію несмажених арганових горіхів для лікування захворювань шкіри і як косметичну олію для шкіри і волосся:
"У косметиці арганову олію використовують як зволожуючу олію, а також як засіб проти запалених вугрів і лущення шкіри, а також для «живлення» волосся. Цю олію також використовують від ревматизму та для загоєння опіків. Також, арганову олію використовують для волосся, як бріолін, щоб фіксувати зачіску, а також профілактичного лікування зморшкуватої або лускатої сухої шкіри."
Арганова олія стає популярнішою у виготовленні косметики. На ринку США кількість засобів особистої гігієни з додаванням арганової олієї збільшилася від двох у 2007 році до більш ніж 100 у 2011 році. До неї іноді додають гранатову олію, через її антиоксидантні властивості, а деякі виробники просувають арганову олію як універсальний засіб для шкіри і волосся. Арганова олія теж продається без добавок як природний засіб для догляду за шкірою і волоссям.
Зростаюча популярність арганової олії спонукала Марокканський уряд розробити плани для збільшення виробництва олії від 2500 до 4000 тонн до 2020 року.

## Наслідки

### Для довкілля
Арганові дерева дають їжу, притулок і захищають від опустелювання. Глибоке коріння дерев фіксує піски і запобігає наступу пустелі. Крона арганових дерев створює тінь для інших сільськогосподарських культур, а листя і плоди використовують на корми тваринам.
Арганові дерева сприяють стабільності ландшафтів. Окрім того, що їхнє коріння фіксує ґрунти, тінь сприяє розвитку лугових трав, що сумарно запобігає ерозії ґрунту, та допомагає поповненню водоносних горизонтів.
Виробництво арганової олії сприяє захисту арганових дерева від вирубки. Більше того, почалося відновлення арганових насаджень: у 2009 році було висаджено 4300 саджанців аргани в Мескалі, одній із провінцій Ес-Сувейра.
У 2002 році була створена Мережа Асоціацій Біосферного Заповідника Арганії (фр: Réseau des Associations de la Réserve de Biosphère Arganeraie; англ: Network of Associations of the Argan Biosphere Reserve, RARBA) з метою забезпечення сталого розвитку арганії.
RARBA була залучена до великої кількості проєктів, включаючи національну марокканську програму проти спустелювання  (фр: Programme National de Lutte contre la desertification, PAN/LCD (Національна програма боротьби зі спустелюванням)). До проєктів залучали місцеве населення, допомагало удосконалювати базову інфраструктуру, сприяли раціональному використанню природних ресурсів, які приносять прибуток від діяльності (у тому числі виробництво арганової олії), та інші.

### Соціальні
Виробництво арганової олії має значну соціально-економічну роль. Станом на 2012 рік у виробництві арганової олії залучено близько 2,2 млн осіб в основному регіоні виробництва олії  - Арганерії.
Велика частина арганової олії виробляється значною кількістю жіночих кооперативів. Союз Жіночих Кооперативів Арганерії (фр: Union des Cooperatives des Femmes de l’Arganeraie), за співфінансування Агентством Соціального Розвитку, з підтримкою Європейського Союзу, є найбільшим об'єднанням кооперативів виробників арганової олії у Марокко. Він складається з 22 кооперативів, які знаходяться в різних частинах регіону (наприклад, кооперативи Аль-Амаль, Амалоу Н'Тоуяг, Тіссалівайн,  АрганСенсе, і Маоуріга).
Зайнятість жінок у кооперативах забезпечує їх прибутком, який більшість із них використовують на оплату освіти для себе або своїх дітей. Також це надає їм певний рівень автономії в суспільстві, в якому традиційно домінують чоловіки, і допомагає багатьом стати обізнанішими про свої права.
Успіх кооперативів із виробництва арганової олії також заохочує інших виробників сільськогосподарської продукції до створення кооперативної моделі виробництва. Створювати кооперативи у Марокко стало легше завдяки підтримці, зокрема завдяки Фонду Мухамеда VI із Дослідження і Збереження Дерев Арганії (фр: Fondation Mohamed VI pour la Recherche et la Sauvegarde de l’Arganier; англ: Mohammed VI Foundation for Research and Protection of the Argan Tree), та інших міжнародних організацій, зокрема Міжнародного Науково-Дослідницького Центру Канади (англ: Canada's International Development Research Centre) та Європейської комісії.